# Liste der Baudenkmäler in Hersel
Die Liste der Baudenkmäler in Hersel enthält die denkmalgeschützten Bauwerke auf dem Gebiet von Bornheim (Rheinland)-Hersel in Nordrhein-Westfalen (Stand: Februar 2014). Diese Baudenkmäler sind in der Denkmalliste der Stadt Bornheim (Rheinland) eingetragen; Grundlage für die Aufnahme ist das Denkmalschutzgesetz Nordrhein-Westfalen (DSchG NRW).

| Bild                      | Bezeichnung                            | Lage                                    | Beschreibung | Bauzeit   | Eingetragen seit | Denkmal- nummer |
| ------------------------- | -------------------------------------- | --------------------------------------- | --- | --------- | ---------------- | --------------- |
| weitere Bilder            | Aegidiussaal                           | Hersel Rheinstraße 188 Karte            | ehemaliges Kirchengebäude (bis 1901), Architekt: Johann Georg Leydel; in den 1960er-Jahren mit Zwiebelhaube versehen | 1744–1747 |                  | 6               |
| weitere Bilder            | Marienhof                              | Hersel Rheinstraße 218 Karte            | |           |                  | 19              |
| weitere Bilder            | Pfarrkirche St. Aegidius               | Hersel Rheinstraße 206 Karte            | | 1899–1901 |                  | 24              |
| weitere Bilder            | Klosterkirche des Ursulinenklosters    | Hersel Rheinstraße 182 Karte            | |           |                  | 25              |
| weitere Bilder            | Rheinvilla am Rheinufer                | Hersel Rheinstraße 281 Karte            | |           |                  | 41              |
| weitere Bilder            | Backsteingebäude (Rokokopalais Bitter) | Hersel Rheinstraße 279 Karte            | | 1710      |                  | 84              |
| Kriegerdenkmal            | Kriegerdenkmal                         | Hersel Rheinstraße / Nahestraße Karte   | |           |                  | 93              |
| Zweigeschossiges Wohnhaus | Zweigeschossiges Wohnhaus              | Hersel Richard-Piel-Straße 2 Karte      | |           |                  | 99              |
| weitere Bilder            | Villa                                  | Hersel Rheinstraße 226 Karte            | |           |                  | 101             |
| weitere Bilder            | Ehemalige Schule                       | Hersel Rheinstraße 190 Karte            | |           |                  | 104             |
| weitere Bilder            | Bayerhof, Hofanlage, ehemalige Fabrik  | Hersel Bayerstraße 38 Karte             | |           |                  | 110             |
| weitere Bilder            | Weinpavillon                           | Hersel Rheinstraße vor 244 Karte        | |           |                  | 119             |
| weitere Bilder            | Fachwerkhaus                           | Hersel Rheinstraße 269 Karte            | |           |                  | 123             |
| weitere Bilder            | Wegestock                              | Hersel Mertensgasse Karte               | |           |                  | 13              |
| weitere Bilder            | Wegekreuz                              | Hersel Rheinstraße vor der Kirche Karte | |           |                  | 148             |
| weitere Bilder            | Fachwerkhaus                           | Hersel Rheinstraße 263 Karte            | |           |                  | 168             |
| weitere Bilder            | Jüdischer Friedhof                     | Hersel Elbestraße                       | |           |                  | 191             |
| weitere Bilder            | Wohnhaus                               | Hersel Rheinstraße 105 Karte            | |           |                  | 195             |
| Fachwerkhaus              | Fachwerkhaus                           | Hersel Rheinstraße 227 Karte            | |           |                  | 201             |
| Fachwerkhaus              | Fachwerkhaus                           | Hersel Rheinstraße 233 Karte            | |           |                  | 203             |
| weitere Bilder            | Wohnhaus                               | Hersel Rheinstraße 271 Karte            | |           |                  | 207             |
| Wohnhaus                  | Wohnhaus                               | Hersel Rheinstraße 279a Karte           | |           |                  | 208             |

## Ehemalige Baudenkmäler
| Bild | Bezeichnung       | Lage                   | Beschreibung | Bauzeit | Eingetragen seit               | Denkmal- nummer |
| ---- | ----------------- | ---------------------- | ------------ | ------- | ------------------------------ | --------------- |
|      | Villa             | Hersel Rheinstraße 291 |              |         | gelöscht am 11. Juli 1991      | 161             |
|      | Fachwerkhofanlage | Hersel Rheinstraße 77  |              |         | gelöscht am 29. Dezember 1995  | 199             |
|      | Fachwerkhaus      | Hersel Rheinstraße 223 |              |         | gelöscht am 12. September 2008 | 200             |
|      | Fachwerkhaus      | Hersel Rheinstraße 231 |              |         | gelöscht am 11. März 2008      | 202             |

## Belege
1. 1 2  Die Pfarrei Hersel, Katholische Kirche im Seelsorgebereich Bornheim – An Rhein und Vorgebirge
2. 1 2  Peter Jurgilewitsch, Wolfgang Pütz-Liebenow: Die Geschichte der Orgel in Bonn und im Rhein-Sieg-Kreis, Bouvier Verlag, Bonn 1990, ISBN 3-416-80606-9, S. 265.
3. ↑  Landschaftsverband Rheinland, Rheinisches Amt für Denkmalpflege (Hrsg.): Jahrbuch der rheinischen Denkmalpflege. Band 34, Rheinland-Verlag- und Betriebsgesellschaft, Pulheim 1992, ISBN 3-7927-1215-6, S. 172–174.

- Karte mit allen Koordinaten:
- OSM |
- WikiMap